# Tachydromia guangdongensis
Tachydromia guangdongensis är en tvåvingeart som beskrevs av Yang 2006. Tachydromia guangdongensis ingår i släktet Tachydromia och familjen puckeldansflugor. Inga underarter finns listade i Catalogue of Life.